# Dorothy Metcalf-Lindenburger
Dorothy Marie Metcalf-Lindenburger (Colorado Springs, Colorado, 1975. május 2. –) amerikai űrhajósnő. Teljesített több mint 25 maratont.

## Életpálya
1997-ben a Whitman College (Washington) földtanból (summa cum laude) szerzett diplomát. Öt évet tanított a High School Vancouver (Washington) keretében. 1999-ben a Central Washington University keretében megerősítette diplomáját.
A Tanár az űrben NASA program keretében, 2004. május 6-tól a Lyndon B. Johnson Űrközpontban részesült űrhajóskiképzésben. 2012 júniusában egy 12 napos tenger alatti (NASA Extreme Environment Mission Operations NEEMO 16) kiképzésen vett rész. Egy űrszolgálata alatt összesen 15 napot, 02 órát, 47 percet, és 10 másodpercet (362 óra) töltött a világűrben. Űrhajós pályafutását 2013 áprilisában fejezte be.

## Űrrepülések
STS–131, a Discovery űrrepülőgép 38. repülésének pilótája. Űrszolgálata alatt összesen 15 napot, 02 órát, 47 percet, és 10 másodpercet (362 óra) töltött a világűrben. 10 029 810 kilométert (6 232 235 millió mérföldet) repült, 238 alkalommal kerülte meg a Földet.